# حرقوص بن زهير السعدي
حرقوص بن زهير السعدي أو ذو الخويصرة التميمي رجل من بني تميم ببادية العراق، قيل إنه صحابي، اشتهر باعتراضه على قسمة النبي محمد لغنائم هوازن بعد غزوة حنين إذ قال ذو الخويصرة للنبي «اعدل»، ذكَرَهُ ابن الأثير ضمن الصحابة، قال ابن حجر العسقلاني "وعندي في ذكره في الصحابة وَقفة"، ورأى ابن تيمية أن ذا الخويصرة كان منافقاً إذ قال "هذا الرجل قد نص القرآن أنه من المنافقين"، قال العيني في كتابه عمدة القاري "وقال الداودي: كان هذا الرجل من بني تميم من بادية العراق". وقد كان لحرقوص هذا مشاهد محمودة في حرب العراق مع الفرس أيام عمر، وفي أثناء حروب المسلمين مع الفرس كتب عتبة بن غزوان إلى عمر بن الخطاب يطلب منه المدد والعون، فأمد عمر عتبة وأمد المسلمين بحرقوص بن زهير السعدي،. وأمره على القتال وعلى ما غلب عليه، فاقتتل المسلمون والهرمزان فانهزم الهرمزان وفتح حرقوص سوق الأهواز ونزل بها، وله أثر كبير في قتال الهرمزان. وبقي حرقوص إلى أيام علي. وشهد معه معركة صفين ثم صار من الخوارج، ومن أشدهم على علي بن أبي طالب. وقال ابن الجوزي "أول الخوارج وأقبحهم حالةً ذو الخويصرة التميمي". وقال هاني سليمان طعيمات في كتابه (الإباضية مذهب لا دين) إن ذا الخويصرة "تذكر المصادر الإباضية أنه من الذين شهد لهم النبي (صلى الله عليه وسلم بالجنة".

## اسمه وصفته
قال العيني في كتابه عمدة القاري "اسمه عبد الله ذو الخويصرة - مصغر الخاصرة - التميمي". وقال ابن بشكوال في كتابه غوامض الأسماء المبهمة إن الرجل الذي قال للنبي اعدل "هُوَ ذُو الْخُوَيْصِرَةِ وَاسْمُهُ حُرْقُوصٌ وَقِيلَ مَانِعٌ التَّمِيمِيُّ وَقِيلَ إِنَّهُ عَبْدُ اللَّهِ".
روى الثعلبي في تفسيره عن أبي سعيد الخدري رضي الله عنه، قال: ( بينا رسول الله صلى الله عليه وسلم يقسم قسمًا -قال ابن عباس رضي الله عنهما: كانت غنائم هوازن يوم حنين -إذ جاءه ابن ذي الخويصرة التميمي، وهو حُرقوص بن زهير أصل الخوارج"، علّق ابن حجر العسقلاني على هذه الرواية فقال "وأخرجه الثعلبي، ثم الواحدي في "أسباب النزول" من طريق محمد بن يحيى الذهلي، عن عبد الرزاق، فقال: ابن ذي الخويصرة التميمي، وهو حرقوص بن زهير أصل الخوارج، وما أدري من الذي قال: وهو حرقوص إلخ وقد اعتمد على ذلك ابن الأثير في الصحابة فترجم لذي الخويصرة التميمي في الصحابة وساق هذا الحديث من طريق أبي إسحاق الثعلبي وقال بعد فراغه: فقد جعل في هذه الرواية اسم ذي الخويصرة حرقوصاً والله أعلم، وقد جاء أن حرقوصاً اسم ذي الثدية كما سيأتي. قلت: وقد ذكر حرقوص بن زهير في الصحابة أبو جعفر الطبري وذكر أنه كان له في فتوح العراق أثر وأنه الذي افتتح سوق الأهواز ثم كان مع علي في حروبه ثم صار مع الخوارج فقتل معهم ، وزعم بعضهم أنه ذو الثدية الآتي ذكره وليس كذلك، وأكثر ما جاء ذكر هذا القائل في الأحاديث مبهماً". قال محمد صالح المنجد "ذو الخويصرة التميمي لم نقف على ما يقطع بأن اسمه حرقوص بن زهير".
وقال ابن حجر في كتابه الإصابة إن حرقوص بن زهير السعدي زعمَ "أبو عمر أنه ذو الخويصرة التميمي رأس الخوارج المقتول بالنهروان" وقال ابن حجر "وذكر الهيثم بن عدي أن الخوارج تزعم أن حرقوص بن زهير كان من أصحاب النبي صلى الله عليه وآله وسلم وأنه قُتل معهم يوم النهروان، قال فسألتُ عن ذلك فلم أجد أحداً يعرفه" وقال ابن حجر "وذكر بعضُ مَن جمع المعجزات أن النبي صلى الله عليه وسلم قال لا يدخل النار أحدٌ شهد الخديبية إلا واحداً هو حرقوص بن زهير، فالله أعلم". وقال ابن حجر في الإصابة في ترجمته لحرقوص العنبري "له إدراك وشهد فتح تُستر مع أبي موسى الأشعري وهو غير حرقوص بن زهير السعدي وجزم ابن أبي داود بعد تخريج قصته بأنه ذو الثدية."، وتعليقاً على حديث "لم أرَكَ عدلتَ" قال السهيلي في الروض الأنف "فالرجل هو ذو الخويصرة، كذلك جاء ذكره في الحديث . ويذكر عن الواقدي أنه قال : هو حرقوص بن زهير السعدي من سعد تميم ، وقد كان لحرقوص هذا مشاهد محمودة في حرب العراق مع الفرس أيام عمر ، ثم كان خارجياً ، وفيه يقول نحيبة الخارجي : حتى ألاقي في الفردوس حرقوصاً، ولذلك قال فيه النبي صلى الله عليه وسلم : إنه سيكون من ضئضئه قوم تحقرون صلاتكم إلى صلاتهم ، وذكر صفة الخوارج ، وليس ذو الخويصرة هذا ذا الثدية الذي قتله علي بالنهر ، وأن ذلك اسمه نافع ، ذكره أبو داود ، وكلام الواقدي حكاه ابن الطلاع في الأحكام له".

### صفته
ذو الخويصرة غائر العينين هو ضد الجاحظ العينين، وقال الكرماني أي داخلتين في الرأس لاصقتين بقعر الحدقة، ناتئ الجبين: أي مرتفع الجبين، كثّ اللحية، شعرها كثير غير مسبلة،مشرف الوجنتين: أي غليظهما، ليس بسهل الخدّ، محلوق الرأس فكان مخالفاً لما عليه رجال العرب الذين كانوا يوفّرون شعور رؤوسهم لا يحلقونها.

## موقفه مع النبي
اعترض ذو الخويصرة على تقسيم النبي الرسول محمد للغنائم، فعن أَبَي سَعِيدٍ الخُدْرِيَّ رَضِيَ اللَّهُ عَنْهُ : 
| حرقوص بن زهير السعدي                                                         | بَيْنَمَا نَحْنُ عِنْدَ رَسُولِ اللَّهِ صَلَّى اللَّهُ عَلَيْهِ وَسَلَّمَ وَهُوَ يَقْسِمُ قِسْمًا ، أَتَاهُ ذُو الخُوَيْصِرَةِ ، وَهُوَ رَجُلٌ مِنْ بَنِي تَمِيمٍ ، فَقَالَ : يَا رَسُولَ اللَّهِ اعْدِلْ ، فَقَالَ : وَيْلَكَ ، وَمَنْ يَعْدِلُ إِذَا لَمْ أَعْدِلْ ، قَدْ خِبْتَ وَخَسِرْتَ إِنْ لَمْ أَكُنْ أَعْدِلُ . فَقَالَ عُمَرُ : يَا رَسُولَ اللَّهِ ، ائْذَنْ لِي فِيهِ فَأَضْرِبَ عُنُقَهُ ؟ فَقَالَ : دَعْهُ ، فَإِنَّ لَهُ أَصْحَابًا يَحْقِرُ أَحَدُكُمْ صَلاَتَهُ مَعَ صَلاَتِهِمْ ، وَصِيَامَهُ مَعَ صِيَامِهِمْ ، يَقْرَءُونَ القُرْآنَ لاَ يُجَاوِزُ تَرَاقِيَهُمْ ، يَمْرُقُونَ مِنَ الدِّينِ كَمَا يَمْرُقُ السَّهْمُ مِنَ الرَّمِيَّةِ ، يُنْظَرُ إِلَى نَصْلِهِ فَلاَ يُوجَدُ فِيهِ شَيْءٌ ، ثُمَّ يُنْظَرُ إِلَى رِصَافِهِ فَمَا يُوجَدُ فِيهِ شَيْءٌ ، ثُمَّ يُنْظَرُ إِلَى نَضِيِّهِ ، - وَهُوَ قِدْحُهُ - ، فَلاَ يُوجَدُ فِيهِ شَيْءٌ ، ثُمَّ يُنْظَرُ إِلَى قُذَذِهِ فَلاَ يُوجَدُ فِيهِ شَيْءٌ ، قَدْ سَبَقَ الفَرْثَ وَالدَّمَ ، آيَتُهُمْ رَجُلٌ أَسْوَدُ ، إِحْدَى عَضُدَيْهِ مِثْلُ ثَدْيِ المَرْأَةِ ، أَوْ مِثْلُ البَضْعَةِ تَدَرْدَرُ ، وَيَخْرُجُونَ عَلَى حِينِ فُرْقَةٍ مِنَ النَّاسِ. | حرقوص بن زهير السعدي |
| — صحيح البخاري – كتاب المناقب – باب علامات النبوة في الإسلام – حديث رقم 3445 | |                      |

## أصله وإقامته
قال الداودي "كان هذا الرجل من بني تميم من بادية العراق"، وقال هاني سليمان طعيمات في كتابه (الإباضية مذهب لا دين) "إن ذا الخويصرة "أحد الذين نفاهم عثمان بن عفان إلى بلاد الشام لإثارته القلاقل في الكوفة". وقال ابن حزم إن المُحكّمِة الأولى "هم الذين خرجوا على أمير المؤمنين علي رضي الله عنه حين جرى أمر المُحَكّمِين واجتمعوا بحروراء من ناحية الكوفة ورأسهم عبد الله بن الكواء وعتاب بن الأعور وعبد الله بن وهب الراسبي وعروة بن جرير ويزيد بن أبي عاصم المحاربي وحرقوص بن زهير البجلي المعروف بذي الثدية وكانوا يومئذٍ في اثني عشر ألف رجل أهل صلاة وصيام، أعني يوم النهروان" ثم قال ابن حزم "وهم الذين أوّلُهم ذو الخويصرة وآخرهم ذو الثدية".

## مع الزبير بن العوام
قال الحافظ العسقلاني "وذكر الدميري في حياة الحيوان في حرف الحاء حرقوصَ وهو ذو الخويصرة وهو الذي خاصم الزبير وبال في المسجد وقال للنبي صلى الله عليه وسلم: اعدل، والله أعلم"، وقال محمد رضا في كتابه (عثمان بن عفان) إن حرقوص الملقب بذي الخويصرة "خاصمَ الزبيرَ فأمر النبيُّ صلى الله عليه وسلم باستيفاء حقّه منه".

## موقفه في معركة النهروان
موقف حرقوص بن زهير مع علي بن أبي طالب :
لما بعث علي أبا موسى ومن معه من الجيش إلى دومة الجندل اشتد أمر الخوارج وبالغوا في النكير على علي وصرحوا بكفره، فجاء إليه رجلان منهم وهما: زرعة بن البرج الطائي وحرقوص بن زهير السعدي، فقالا: لا حكم إلا لله، فقال علي: لا حكم إلا لله، فقال له حرقوص: تُب من خطيئتك واذهب بنا إلى عدونا حتى نقاتلهم حتى نلقى ربنا، فقال علي: قد أردتكم على ذلك فأبيتم، وقد كتبنا بيننا وبين القوم عهودًا، وقد قال الله تعالى:﴿وَأَوْفُوا بِعَهْدِ اللَّهِ إِذَا عَاهَدْتُمْ وَلَا تَنْقُضُوا الْأَيْمَانَ بَعْدَ تَوْكِيدِهَا وَقَدْ جَعَلْتُمُ اللَّهَ عَلَيْكُمْ كَفِيلًا إِنَّ اللَّهَ يَعْلَمُ مَا تَفْعَلُونَ ۝٩١﴾ [النحل:91].
فقال له حرقوص: ذلك ذنب ينبغي أن تتوب منه، فقال علي: ما هو بذنب ولكنه عجز من الرأي وقد تقدمت إليكم فيما كان منه ونهيتكم عنه، فقال له زرعة بن البرج: أما والله يا علي لئن لم تدع تحكيم الرجال في كتاب الله لأقاتلنك أطلب بذلك رحمة الله ورضوانه، فقال علي: تبًّا لك ما أشقاك كأني بك قتيلاً تسفي عليك الريح، فقال: وددت أن قد كان ذلك، فقال له علي: إنك لو كنت محقًّا كان في الموت تعزية عن الدنيا، ولكن الشيطان قد استهواكم فخرجا من عنده يحكمان وفشا فيهم ذلك، وجاهروا به الناس وتعرضوا لعلي في خطبه وأسمعوه السب والشتم والتعريض بآيات من القرآن، وذلك أن عليًّا قام خطيبًا في بعض الجمع فذكر أمر الخوارج فذمه وعابه، فقام جماعة منهم كل يقول: لا حكم إلا لله، وقام رجل منهم وهو واضع إصبعه في أذنيه يقول: {وَلَقَدْ أُوحِيَ إِلَيْكَ وَإِلَى الَّذِينَ مِنْ قَبْلِكَ لَئِنْ أَشْرَكْتَ لَيَحْبَطَنَّ عَمَلُكَ وَلَتَكُونَنَّ مِنَ الْخَاسِرِينَ}، {الزمر: 65}, فجعل علي يقلب يديه هكذا وهكذا وهو على المنبر ويقول: حكم الله ننتظر فيكم ثم قال: إن لكم علينا أن لا نمنعكم مساجدنا ما لم تخرجوا علينا ولا نمنعكم نصيبكم من هذا الفيء ما دامت أيديكم مع أيدينا ولا نقاتلكم حتى تقاتلونا.
وقال أبو مخنف: عن عبد الملك عن أبي حرة أن عليًّا لما بعث أبا موسى لإنفاذ الحكومة اجتمع الخوارج في منزل عبد الله بن وهب الراسبي فخطبهم خطبة بليغة زهدهم في هذه الدنيا ورغبهم في الآخرة والجنة وحثهم على الأمر بالمعروف والنهي عن المنكر ثم قال: فاخرجوا بنا إخواننا من هذه القرية الظالم أهلها إلى جانب هذا السواد إلى بعض كور الجبال أو بعض هذه المدائن منكرين لهذه الأحكام الجائرة، ثم قام حرقوص بن زهير فقال بعد حمد الله والثناء عليه: إن المتاع بهذه الدنيا قليل وإن الفراق لها وشيك فلا يدعونكم زينتها أو بهجتها إلى المقام بها ولا تلتفت بكم عن طلب الحق وإنكار الظلم, {إِنَّ اللَّهَ مَعَ الَّذِينَ اتَّقَوْا وَالَّذِينَ هُمْ مُحْسِنُونَ}، {النحل: 128}.

## وفاته
بقي حرقوص إلى أيام علي وشهد معه صفين، ثم صار من الخوارج ومن أشدهم على علي بن أبي طالب, وكان مع الخوارج لما قاتلهم علي فقتل يومئذ سنة سبع وثلاثين
وقتله حبيش بن ربيعة أبو المغيرة. بالنهروان.